# Ахмет Білек
Ахмет Білек (тур. Ahmet Bilek; нар. 1 січня 1932, Кула, провінція Маніса) — турецький борець вільного та греко-римського стилів, чемпіон Олімпійських ігор та срібний призер чемпіонату світу у змаганнях з вільної боротьби, чемпіон Середземноморських ігор та срібний призер чемпіонату світу у змаганнях з греко-римської боротьби.

## Життєпис
Ахмет народився в 1932 році в районі міста Кула у провінції Маніса. Дитинство пройшло на батьківщині. Незважаючи на маленьку статуру, він мав міцне тіло. Почав займатися боротьбою в ранньому віці. Він досяг свого першого важливого успіху, ставши міжшкільним чемпіоном Туреччини, і став членом національної збірної Туреччини у віці 17 років.
Продовжуючи освіту в «Сільському освітньому інституті Кизілчуллу», пізніше названому Ширінце, в районі Буджа в Ізмірі, він успішно закінчив школу підготовки вчителів Айдин Ортаклар у 1951 році. У 1953 році його призначили вчителем в Ескішехірі. Він почав займатися боротьбою в клубі «Demirspor», який був заснований у 1930 році і є локомотивом майже всіх видів спорту в Ескішехірі. Паралельно він викладав у селах регіону Мутталіп. Його найбільшим захопленням було навчання сільських дітей боротьбі на імпровізованому майданчику. Коли він почав працювати вчителем у регіоні Мутталіп, він також розвивав свою борцівську кар'єру в клубі «Eskişehir Demirspor Club».
У 1953 році він здобув срібну нагороду чемпіонату світу з греко-римської боротьби в Неаполі, а потім у 1959 медаль такого ж ґатунку на чемпіонаті світу з вільної боротьби в Тегерані. У 1955 році переміг на Середземноморських іграх в греко-римській боротьбі. А у 1960 став єдиним олімпійським чемпіоном в історії Туреччини, який навчався у сільських інститутах, вигравши золоту медаль на Олімпійських іграх у Римі.
Після 1960 року Ахмет Білек продовжив свою кар'єру в Німеччині з такими легендарними іменами турецької боротьби, як Мітхат Байрак та Мюзахір Сілле. Покінчив своє життя самогубством в цій країні 5 жовтня 1970 року внаслідок депресії. Його тіло було поховано на цвинтарі Одунпазари під час велелюдної церемонії.

## Спортивні результати на міжнародних змаганнях

### Виступи на Олімпіадах
| Змагання                    | Збірна    | Вагова категорія          | Місце  |
| --------------------------- | --------- | ------------------------- | ------ |
| Літні Олімпійські ігри 1960 | Туреччина | вільна боротьба, до 52 кг | Золото |

### Виступи на Чемпіонатах світу
| Змагання                        | Збірна    | Вагова категорія                 | Місце  |
| ------------------------------- | --------- | -------------------------------- | ------ |
| Чемпіонат світу з боротьби 1953 | Туреччина | греко-римська боротьба, до 52 кг | Срібло |
| Чемпіонат світу з боротьби 1959 | Туреччина | вільна боротьба, до 52 кг        | Срібло |

### Виступи на інших Середземноморських іграх
| Змагання                    | Збірна    | Вагова категорія                 | Місце  |
| --------------------------- | --------- | -------------------------------- | ------ |
| Середземноморські ігри 1955 | Туреччина | греко-римська боротьба, до 52 кг | Золото |